# District de Phu Nhuan
Le district de Phú Nhuận (vietnamien : Phú Nhuận) est un arrondissement urbain d'Hô Chi Minh-Ville au Viêt Nam.

## Présentation
L'arrondissement se divise en 15 quartiers (phường) : Quartier 1, Quartier 2, Quartier 3, Quartier 4, Quartier 5, Quartier 7, Quartier 8, Quartier 9, Quartier 10, Quartier 11, Quartier 12, Quartier 13, Quartier 14, Quartier 15, Quartier 17.
L'est du district de Phu Nhuan borde le district de Binh Thanh, l'ouest borde le district de Tan Binh, le sud borde le 1er arrondissement et le 3e arrondissement, le nord borde le district de Go Vap.
On peut y voir le Temple Vạn Hạnh Zen (vi) et le Stade Quân khu 7 (vi).

## Galerie

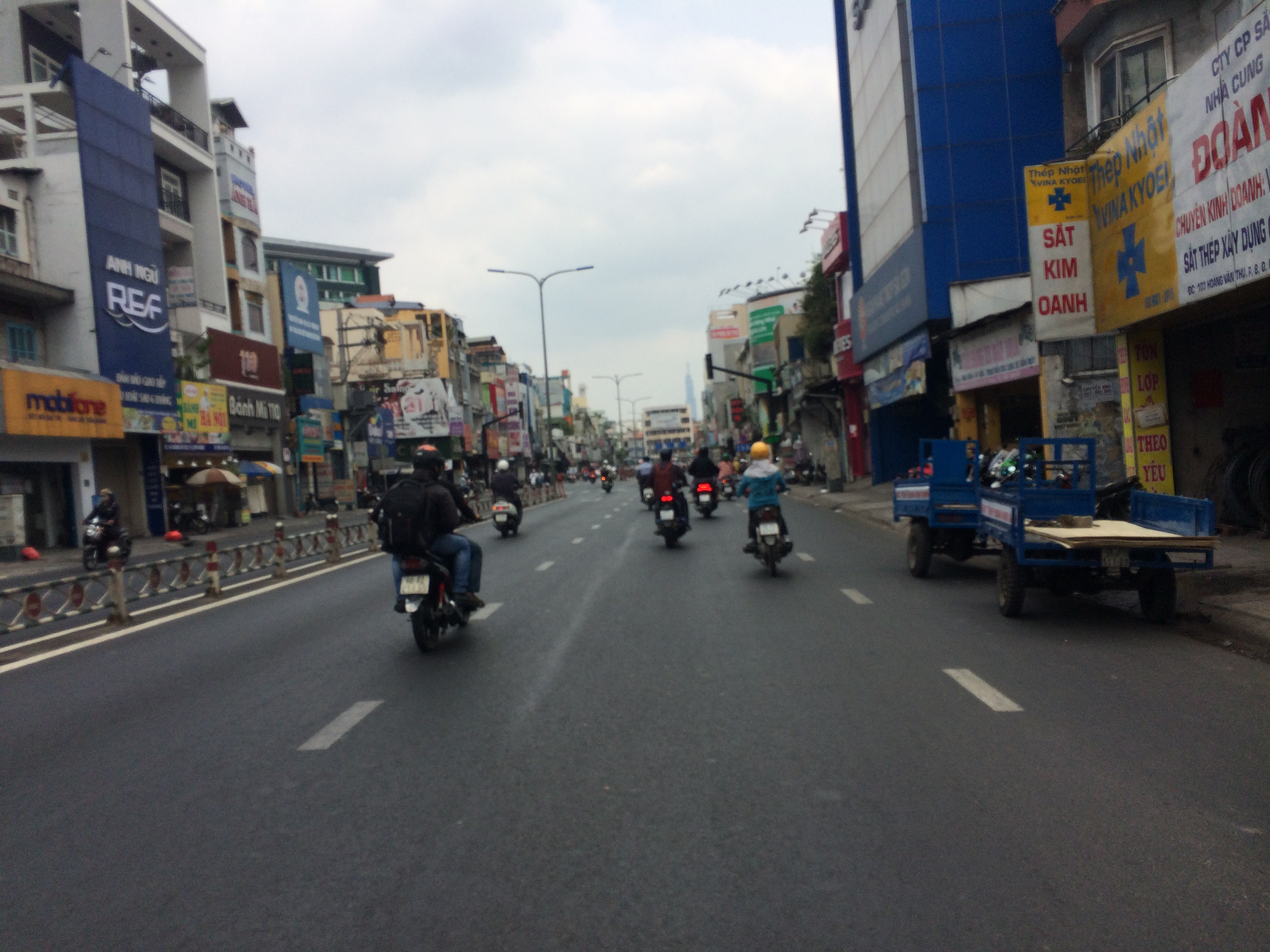
Rue Hoang Van Thu.
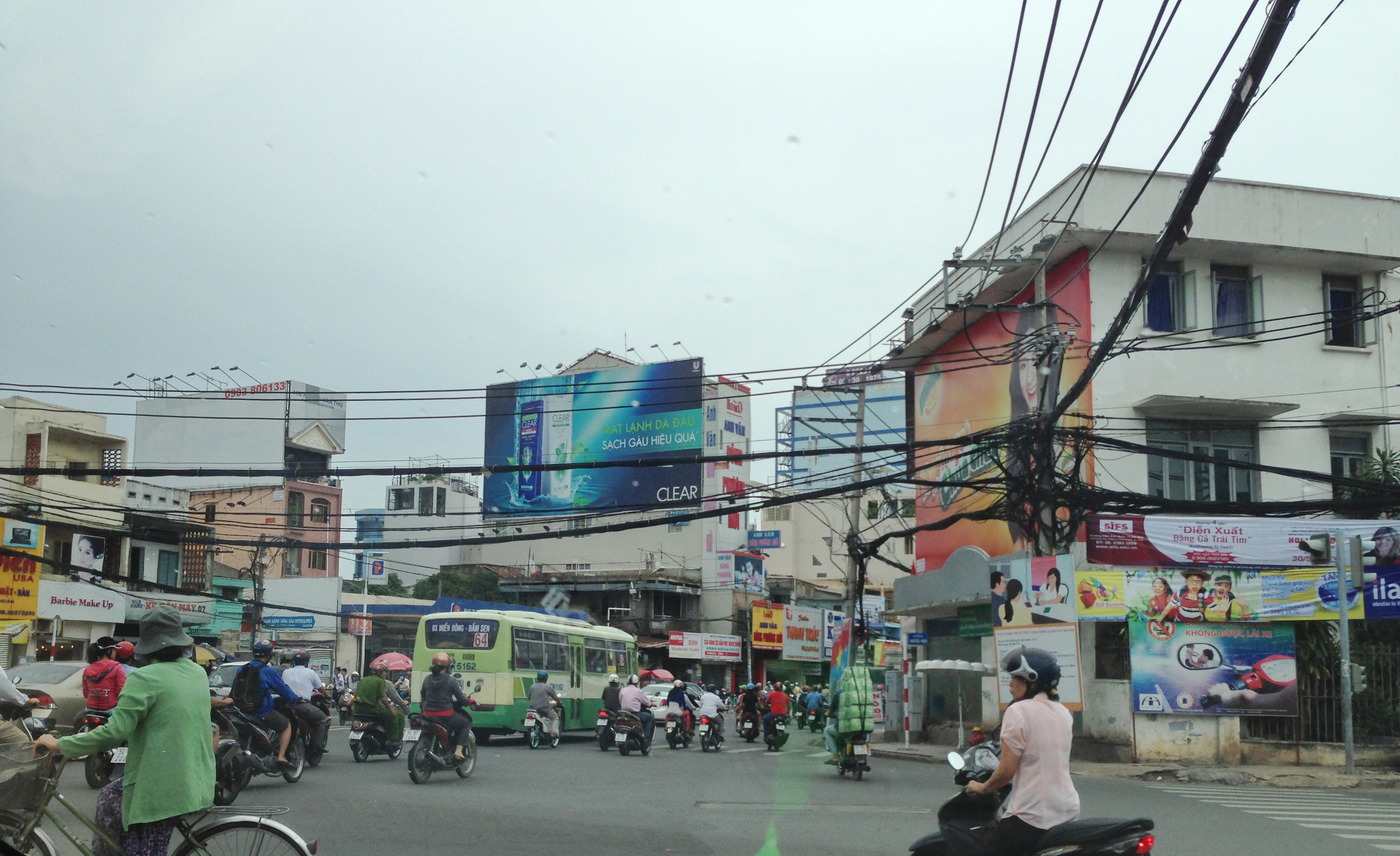
Carrefour de Phu Nhuan.
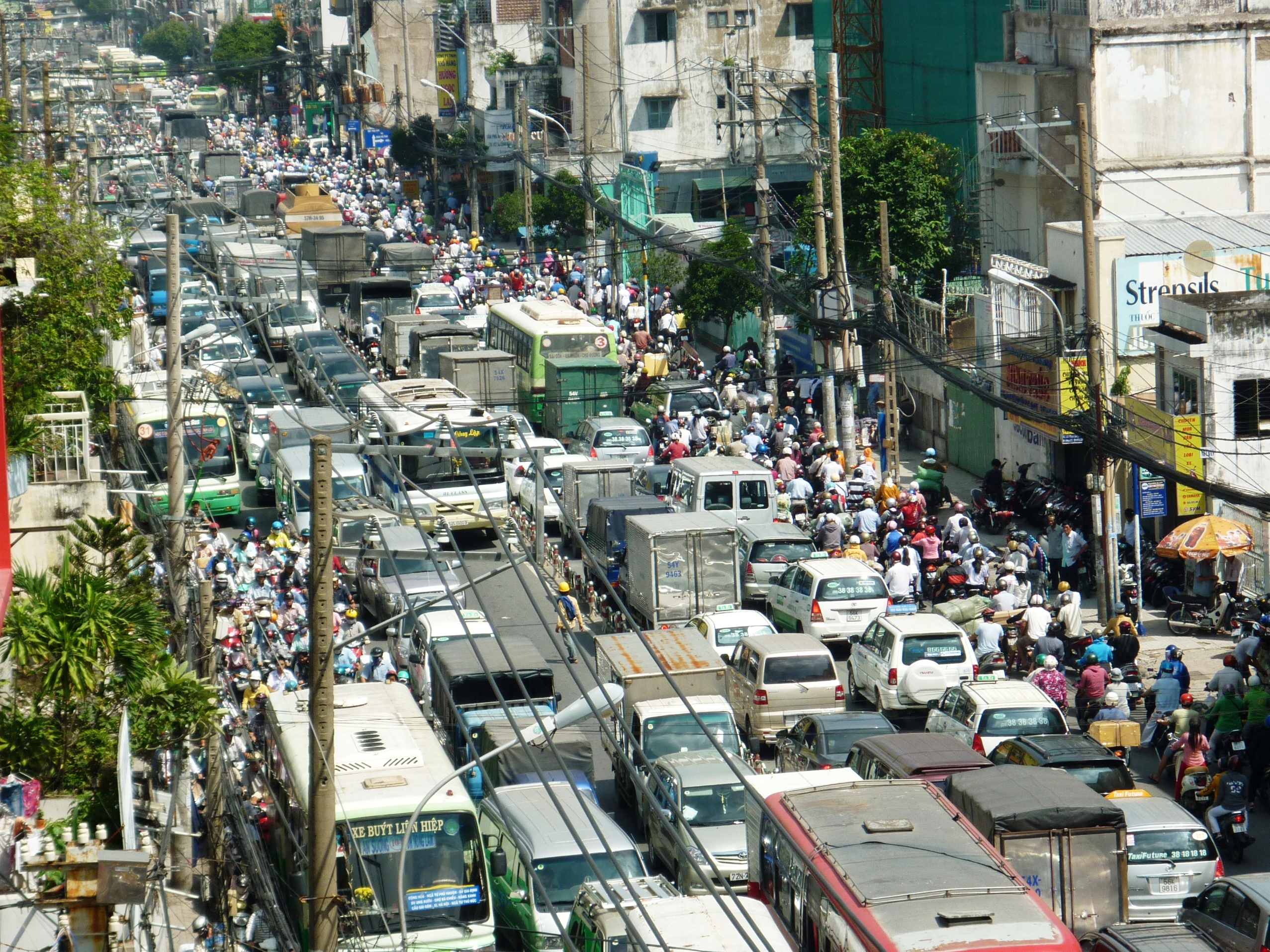
Embouteillage à Phu Nhuan.
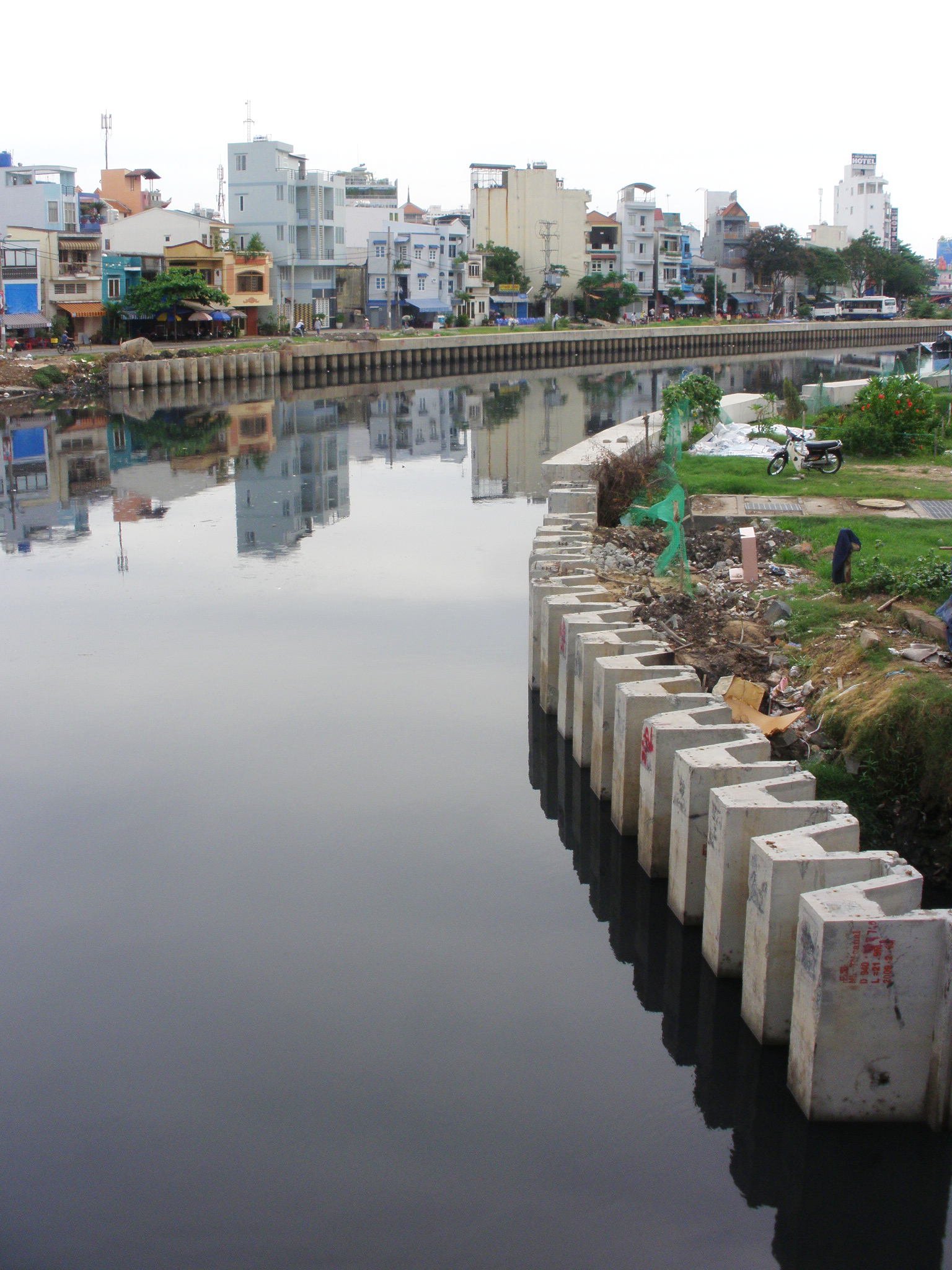
Canal Nhiêu Lộc-Thị Nghè.